# Ulver Skuli Abildgaard
Ulver Skuli Abildgaard (født 26. juni 1955) er en dansk skuespiller, særligt kendt for sin rolle som Ulrik i komedieserien Hjem til fem.
Han er uddannet fra skuespillerskolen ved Odense Teater og har haft engagementer ved en række større skuespilhuse, bl.a. Det Kongelige Teater.

## Filmografi
- Bare løgn! (1991)
- Her i nærheden (2000)
- Nordkraft (2005)

### Tv-serier
- Ugeavisen  (1991)  2 afsnit
- Gøngehøvdingen (1992) 1 afsnit
- Bryggeren (1997) 5 afsnit
- Taxa (1997) 1 afsnit
- Hjem til fem (1995 – 1998) 26 afsnit
- Rejseholdet (2000) 1 afsnit
- Hotellet (2002) 1 afsnit
- Plan B (miniserie, 2002)
- Forbrydelsen (2007) 1 afsnit
- 2900 Happiness (2007) 7 afsnit
- Sommer (2008) 1 afsnit
- Theo & Den Magiske Talisman (2018) - Storbryggeren
- Valdes Jul - Skovens Vogter TV 2's tv-julekalender (2023) - Morfar Jens